# Peter Dubina
Peter Dubina (geboren am 1. Juli 1940 in Iglau, Protektorat Böhmen und Mähren; gestorben am 7. März 1990 in Illertissen, Allgäu) war ein deutscher Autor tschechischer Herkunft. Er schrieb in den Genres Western, Science-Fiction, Krimis und Horror unter zahlreichen Pseudonymen ca. 150 Romane, die hauptsächlich in Leihbuchreihen und Heftromanserien erschienen. Am bekanntesten ist er durch seine unter dem Pseudonym R. F. Garner verfassten Western-Romane. Laut Verlagsangaben beträgt die Gesamtauflage seiner Romane über 20 Millionen.
Sein Science-Fiction-Roman Entscheidung im Weltraum (1973) wurde unter dem Titel Decision in Space 1976 ins Englische übersetzt. Ab 2010 wurden seine unter R. F. Garner erschienenen Western in einer eigenen Autorenreihe im Kelter Verlag neu aufgelegt. Mitte der 2010er Jahre erfolgte eine Veröffentlichung seiner Romane als E-Book. Seine Horrorgeschichten erschienen zudem als Hörbuch.

## Pseudonyme
Die bibliographische Erfassung von Dubinas Werken ist besonders schwierig, einerseits durch die schiere Zahl der Pseudonyme, andererseits durch intransparente Vermarktungsmethoden der Verlage, die einzelne Romane unter unterschiedlichen Titeln und Pseudonymen (darunter auch Verlagspseudonyme) veröffentlichten.
So wurden die von Dubina 1960 und 1961 verfassten Science-Fiction-Romane zunächst von der Dörnerschen Verlagsgesellschaft unter dem auch von W. D. Rohr verwendeten Pseudonym Wayne Coover veröffentlicht, anschließend Anfang der 1980er Jahre von Pabel in der Reihe der W. D. Rohr-Taschenbücher mit W. D. Rohr als angegebenem Autor und schließlich einige mit geändertem Titel 2015 und Peter Dubina als Autor.
Die folgende Liste der von Dubina verwendeten Pseudonyme kann keineswegs als vollständig gelten:
- Matt Brown (Western), Peter Burnett (Western), Christopher J. Corbett (Western), Wayne Coover (SF), P(eter) Derringer (Western), Chad Donovan (Western), R. F. Garner (Western), John Kendall (Western), John Kirby (Western), Tex Mallory (Western), Lee Martin (Western), John Miles (Western), Matt Nichols (Western), A. F. Peters jr. (Western), W. D. Rohr (SF), Steve Siegel (Western), Logan Stewart (Western)

## Bibliographie

### Western
Leihbücher 1960–1963
- Gold Star (als J. G. Garner, Heru Verlag)
- Blutiges Gold (als J. G. Garner, Heru Verlag)
- Trommeln des Todes (als J. G. Garner, Heru Verlag)
- Spuren der Rache (als R. F. Garner, Yersin-Verlag)
- Duell im Morgengrauen (als A. F. Peters jr., Dörner Verlag)
- Rauhe Grenze (als R. F. Garner, Dörner Verlag)
- Teufel der Roten Berge (als R. F. Garner, Dörner Verlag)
- Ehrlos (als A. F. Peters jr., Dörner Verlag)
- Bis zur letzten Patrone (als A. F. Peters jr., Dörner Verlag)
- Winchester 66 (als A. F. Peters jr., Dörner Verlag)
- Leb wohl, Partner! (als A. F. Peters jr., Dörner Verlag)
- Der Einsame (als A. F. Peters jr., Dörner Verlag)
- Das bittere Gesetz (als A. F. Peters jr., Dörner Verlag)
- Bis in die Hölle (als A. F. Peters jr., Dörner Verlag)
- Das letzte Duell (als A. F. Peters jr., Dörner Verlag)
- Heißer Atem (als A. F. Peters jr., Dörner Verlag)
- Die Nachtfalken (als A. F. Peters jr., Dörner Verlag)
- Doc Clayburne (als A. F. Peters jr., Dörner Verlag)
- Wo der Wind stirbt (als A. F. Peters jr., Dörner Verlag)
- Schlinge im Nacken (als A. F. Peters jr., Dörner Verlag)
- Die Menschenjäger (als Frank Wells, Dörner Verlag)
- Frist bis zum Morgen (als Frank Wells, Dörner Verlag)
- Die Hölle hat 12 Stunden (als A. F. Peters jr., Karo Verlag)
- Montana Kit (als A. F. Peters jr., Karo Verlag)
- Die Ranch der Besessenen (als A. F. Peters jr., Karo Verlag)
- Der Schienen-Reiter (als A. F. Peters jr., Karo Verlag)

Heftromane und Taschenbücher ab 1964
1964
- Von Wölfen gehetzt (als R. F. Garner, Kelter Western Bd. 364)
- Bis zum letzten Mann (als R. F. Garner, Kelter Western Bd. 369)
- Der Weg nach Tucson (als R. F. Garner, Kelter Western Bd. 375)
- Rio, der schwarze Reiter (als R. F. Garner, Kelter Western Bd. 380)
- Flammende Weide (als R. F. Garner, Kelter Western Bd. 386)
- Stadt ohne Gnade (als R. F. Garner, Kelter Western Bd. 393)
- Der letzte Aufstand (als R. F. Garner, Kelter Western Bd. 398)
- Der Gehetzte (als R. F. Garner, Kelter Western Bd. 406)
- Ich warte auf meine Stunde (als J. G. Garner, Bill Alamo Bd. 91)
- Der Rächer (als J. G. Garner, Bill Alamo Bd. 102)
- Gesetz des Teufels (als J. G. Garner, Bill Alamo Bd. 108)

1965
- Höllennest Big Band-Butte (als J. G. Garner, Bill Alamo Bd. 122)
- Hinter schwarzer Maske (als J. G. Garner, Bill Alamo Bd. 128)
- Das Goldgräbersyndikat (als J. G. Garner, Bill Alamo Bd. 130)
- Der Wildpferdjäger (als R. F. Garner, Kelter Western Bd. 409)
- Rot brannte der Himmel (als R. F. Garner, Kelter Western Bd. 426)
- Der Zweitausend-Dollar-Mann (Rodeo-Western Bd. 147)
- Im Schatten des Galgens (als R. F. Garner, Kelter Western Bd. 429)
- Sein Bruder Johnny (Silber-Wildwest Bd. 630)
- Der Marshal und der Spieler (Silber-Wildwest Bd. 633)
- Captain Frank Everett (Silber-Wildwest Bd. 649)
- Die Hölle von Fort Lee (Silber-Wildwest Bd. 652)

1966
- Der Teufelsmustang (als A. F. Peters jr., Western Star Bd. 98)
- Dreißig Sekunden Zeit (Silber-Wildwest Bd. 710)
- Der eiserne Sergeant (Silber-Wildwest Bd. 714)
- Bis zum letzten Mann (Silber-Wildwest Bd. 718)
- Die Billy the Kid-Story (Z-Exklusiv Bd. 54)
- Der Unbesiegbare (Z-Exklusiv Bd. 66)
- Ein Mann wie Stahl (Z-Exklusiv Bd. 74)

1967
- Der Gejagte (Z-Exklusiv Bd. 100)
- Gnadenlose Gegner (Moewig Western Taschenbuch)
- Die letzte Kugel trifft (als Peter Burnett, Tombstone Bd. 1)
- Terror (als Peter Burnett, Tombstone Bd. 2)
- Am Rande der Hölle (als Peter Burnett, Tombstone Bd. 3)
- Straße der rauchenden Colts (als Peter Burnett, Tombstone Bd. 4)
- Scharfschütze Brad Codiac (als Peter Burnett, Tombstone Bd. 5)
- Die Horde des Teufels (als Peter Burnett, Tombstone Bd. 6)
- Das Brandmal (als Peter Burnett, Tombstone Bd. 7)
- Der letzte Showdown (als Peter Burnett, Tombstone Bd. 8)
- Der Renegat (als Peter Burnett, Tombstone Bd. 9)
- In der Schlinge (als Peter Burnett, Tombstone Bd. 10)
- Rebellengold (als Peter Burnett, Tombstone Bd. 11)
- Brennende Hügel (als Peter Burnett, Tombstone Bd. 12)
- Zieh, Conroy! (als Peter Burnett, Tombstone Bd. 17)
- Mustang-Roberts (als Peter Burnett, Tombstone Bd. 18)

1968
- Teufel im Blut (als Peter Burnett, Tombstone Bd. 19)
- Im Schatten des Todes (als Peter Burnett, Tombstone Bd. 20)
- Hinter schwarzer Maske (als Peter Burnett, Tombstone Bd. 22)
- Der Panther rechnet ab (als Peter Burnett, Tombstone Bd. 24)
- Im Zeichen des Colts (als Peter Burnett, Tombstone Bd. 25)
- In Tombstone ist der Teufel los (als Peter Burnett, Tombstone Bd. 26)
- Hölle der tausend Martern (als Peter Burnett, Tombstone Bd. 27)
- Ritt ins Verderben (als Peter Burnett, Tombstone Bd. 28)
- Die Letzten von Fort Gamble (als Peter Burnett, Tombstone Bd. 36)
- Ritt in die Hölle (als Peter Burnett, Tombstone Bd. 51)

1969
- Old Gunman (Kelter-Western Bd. 54)
- Geronimo – Teufel der weißen Berge (Franz Schneider Verlag)

1970
- Geronimo – Brennende Lager (Franz Schneider Verlag)

1971
- Geronimo – Kampf bis zur letzten Patrone (Franz Schneider Verlag)

1972
- Geier über Fort Massac (Kelter Western Taschenbuch)

1974
- Die Rache des Büffeljägers (Silber-Western Bd. 1123)
- Einer bändigt Gunlock (Silber-Western Bd. 1130)
- Meuterei in Fort Davis (als R. F. Garner, Die großen Western Bd. 55)

1976
- Das Gesetz der Navahos (als R. F. Garner, Kelter-Western Bd. 356)
- Eskorte nach Phantom Hill (als R. F. Garner, Kelter-Western Bd. 358)
- Wenn das Blut kocht (als R. F. Garner, Lady Derringer Bd. 3)

1977
- Die Barrikaden von Diablo (als R. F. Garner, Western Story Bd. 2)
- Weißglut (als R. F. Garner, Lady Derringer Bd. 26)
- Königin der Guerilleros (als R. F. Garner, Lady Derringer Bd. 31)
- Wenn der Chubasco droht (als R. F. Garner, Lady Derringer Bd. 38)
- Flammen über Chihuahua (als R. F. Garner, Lady Derringer Bd. 42)

1978
- Der Schatz des Gehenkten (als R. F. Garner, Western Story Bd. 15)
- Texas-Ranger Grant Kimbrough (als R. F. Garner, Western Story Bd. 38)
- Texanerblut (als R. F. Garner, Die großen Western Bd. 204)
- Redigans Revolvermannschaft (als R. F. Garner, Die großen Western Bd. 213)

1979
- Die Plünderer von Nevada (als R. F. Garner, Die großen Western Bd. 234)
- Revolverkämpfer Jim Bucko (als R. F. Garner, Die großen Western Bd. 241)
- Comanchera (als R. F. Garner, Die großen Western Bd. 262)
- Schwarzer Falke (als P. Derringer, Sundance Taschenbuch Bd. 32)

1981
- Wagenboss Jim Drago (als R. F. Garner, Star Western Bd. 500)
- Gannons Gold (als R. F. Garner, Star Western Bd. 508)

1989
- Der Letzte von Morgans Plünderern (als R. F. Garner, Die großen Western Top-Ausgabe Bd. 117)
- Bronco-Canyon (als R. F. Garner, Die großen Western Bd. 756)
- Whisky für Paint Rock (als R. F. Garner, Die großen Western Top-Ausgabe Bd. 129)
- Zur Hölle mit Shannon (als R. F. Garner, Die großen Western Top-Ausgabe Bd. 133)

1990
- Blutiges Silber (als R. F. Garner, Die großen Western Bd. 813)
- Jenseits der Hölle (als R. F. Garner, Die großen Western Top-Ausgabe Bd. 187)

Jugendwestern
- Langmesser und Mokassins (Boje-Verlag, 1969)
- Texas-Rangers (Boje-Verlag, 1970)
- Der schwarze Mustang (Boje-Verlag, 1970)
- Der letzte Aufstand (Boje-Verlag, 1971)
- Im Land der Büffeljäger (Boje-Verlag, 1971)
- Der Virginier gibt nicht auf. Die Leute von der Shiloh-Ranch, Bd. 3 (Franz Schneider Verlag, 1971)
- Der Skalpjäger (Boje-Verlag, 1972)

### Science-Fiction
- Waffenschmuggel im Kosmos (Utopia-Zukunftsromane Bd. 184, 1959)
- Gangster im Weltraum (1960, als Wayne Coover und 1981 als W. D. Rohr, Neuausgabe als Das Jahrtausend-Verbrechen von Peter Dubina 2015)
- Inferno (1960, als Wayne Coover und 1982 als W. D. Rohr, Neuausgabe als Die letzten Tage der „Krakatau“ von Peter Dubina 2015)
- Legion der Verdammten (1960, als Wayne Coover und 1982 als W. D. Rohr, Neuausgabe als Legion der Verzweifelten von Peter Dubina 2015)
- Tödliche Sterne (1960, als Wayne Coover und 1980 als W. D. Rohr)
- Wächter im All (1960, als Wayne Coover und 1981 als W. D. Rohr)
- Waffen für Beta Centauri (1961, als Wayne Coover und 1982 als W. D. Rohr)
- Mars, Planet der Geister (Boje-Verlag, 1969)
- Entscheidung im Weltraum (Boje-Verlag, 1973)

### Kriminalromane
- Satan stellt die Rechnung aus (Captain Morris Bd. 8, 1965)
- Sporinza darf nicht singen (Captain Morris Bd. 9, 1965)
- Treibjagd auf einen Killer (Captain Morris Bd. Nr. 17, 1965)
- Das Syndikat kennt keine Gnade (Captain Morris Bd. 20, 1965)
- Blutiger Traum vom Glück (Captain Morris Bd. 23, 1965)
- Der Schuss auf Johnny Day (Captain Morris Bd. 28, 1965)
- Mord zu festen Preisen (Captain Morris Bd. 30, 1965)
- Blut auf weißen Westen (Captain Morris Bd. 31, 1965)
- Der Teufel zeigt die Krallen (Cliff Morris Bd. 50, 1966)
- Endstation Sahara 7 (Cliff Morris Bd. Nr. 52, 1966)
- Endstation Hongkong (Erstveröffentlichung noch nicht geklärt)
- Die Nacht der Froschmänner (Cliff Morris Bd. 66, 1966)

### Horrorromane
- Die Satansklaue (Vampir Horror-Roman Bd. 408, 1980)
- Aus dem Reich der Toten (Vampir Horror-Roman Bd. 418, 1981)
- Der schwarze Spiegel (Vampir Horror-Roman Bd. 422, 1981)
- Der Dämonenjäger von Rom (Vampir Horror-Roman Bd. 427, 1981)
- Der Fluch der Borgias (Vampir Horror-Roman Bd. 443, 1981)

### Sonstige Veröffentlichungen
- Indian River. Wolfsjagd am Indianerfluß (Franz Schneider Verlag, 1971)
- König der Cowboys (Reihe Kibu Bd. 2, 1972)
- Gold in der Geisterstadt (Reihe Kibu Bd. 8, 1972)
- Jagd auf den schwarzen Mustang (Franz Schneider Verlag, 1972)
- Die große Büffeljagd (Boje-Verlag, 1973)
- Lasso, Colt und Cowboysattel (Boje-Verlag, 1973)
- Bayrische Miezekatzen (in „21 Katzengeschichten“, Bastei-Lübbe, 1991, ISBN 3-404-26009-0)